# Myiarchus tuberculifer
El copetón capirotado (Myiarchus tuberculifer), es una especie de ave paseriforme de la familia Tyrannidae perteneciente al numeroso género Myiarchus. Se distribuye ampliamente desde el extremo suroeste de Estados Unidos hasta el noroeste de Argentina y el sureste de Brasil. Los estudios filogenéticos indican que la presente puede dividirse casi seguramente en más de una especie.

## Otros nombres comunes
Se le denomina también copetón triste o papamoscas triste (en México), mosquero triste (en Guatemala), chilero cabecioscura (en Honduras), güis crestioscuro (en Nicaragua), copetón crestioscuro (en Costa Rica, Panamá y Ecuador), atrapamoscas cabeza negra (en Colombia), atrapamoscas cresta negra o atrapamoscas gorra negruzca (en Venezuela), copetón de cresta oscura (en Perú), burlisto cabeza negra (en Bolivia y Argentina) o burlisto corona negra (en Argentina y Paraguay).

## Distribución y hábitat
Se distribuye ampliamente desde el suroeste de los Estados Unidos, por México, hacia el sur por toda América Central, Guatemala, Belice, El Salvador, Honduras, Nicaragua, Costa Rica, Panamá, y en América del Sur, en Colombia, Venezuela, Trinidad y Tobago, Guyana, Surinam, Guayana francesa, Ecuador, Perú, Bolivia, hasta el noroeste argentino por el oeste, hasta el sur de la Amazonia brasileña y una población aislada en el este de Brasil. Es residente en la mayoría de su distribución, pero en los extremos norte y sur, migra durante el invierno.
La presente especie es considerada bastante común y ampliamente diseminada en el dosel y en los bordes de una variedad de hábitats naturales, principalmente en bosques húmedos y montanos y en las clareras adyacentes, hasta los 2500 m de altitud en los Andes, ocasionalmente hasta más alto.

## Descripción
Es mucho menor que las otras especies de su género y por eso difícil de ser confundido. Mide entre 15 y 17 cm de longitud y pesa entre 16 y 27 g. En la mayor parte de su rango presenta corona color pardo sepia y el dorso oliva escuro; la cola es oscura. La garganta y pecho son grises y el vientre amarillo claro. En el oeste de Ecuador la corona es negruzca contrastante y a oriente de los Andes también es negruzca pero mayor, como una cresta corta. El dorso y mejillas son de color marrón oliváceo; las alas y la cola son pardas, las coberteras, las remeras y timoneras tienen el borde rufo. El pico y las patas son negras.

## Comportamiento
Es más arborícola y tiende a juntarse más con bandadas mixtas que los otros Myiarchus.

### Alimentación
Se alimentan de insectos y arañas y además consumen bayas y semillas ariladas. Atrapan las presas en el follaje, en el suelo o al vuelo.

### Reproducción
Construye el nido en una cavidad del tronco de un árbol, la hembra pone tres huevos de color beige o blancuzco con puntos y manchas color castaño. Los pichones abandonan el nido 13 días después de la eclosión.

### Vocalización
Su llamado, dado frecuentemente, es un claro y distintivo silbido «juiiuw».

## Sistemática

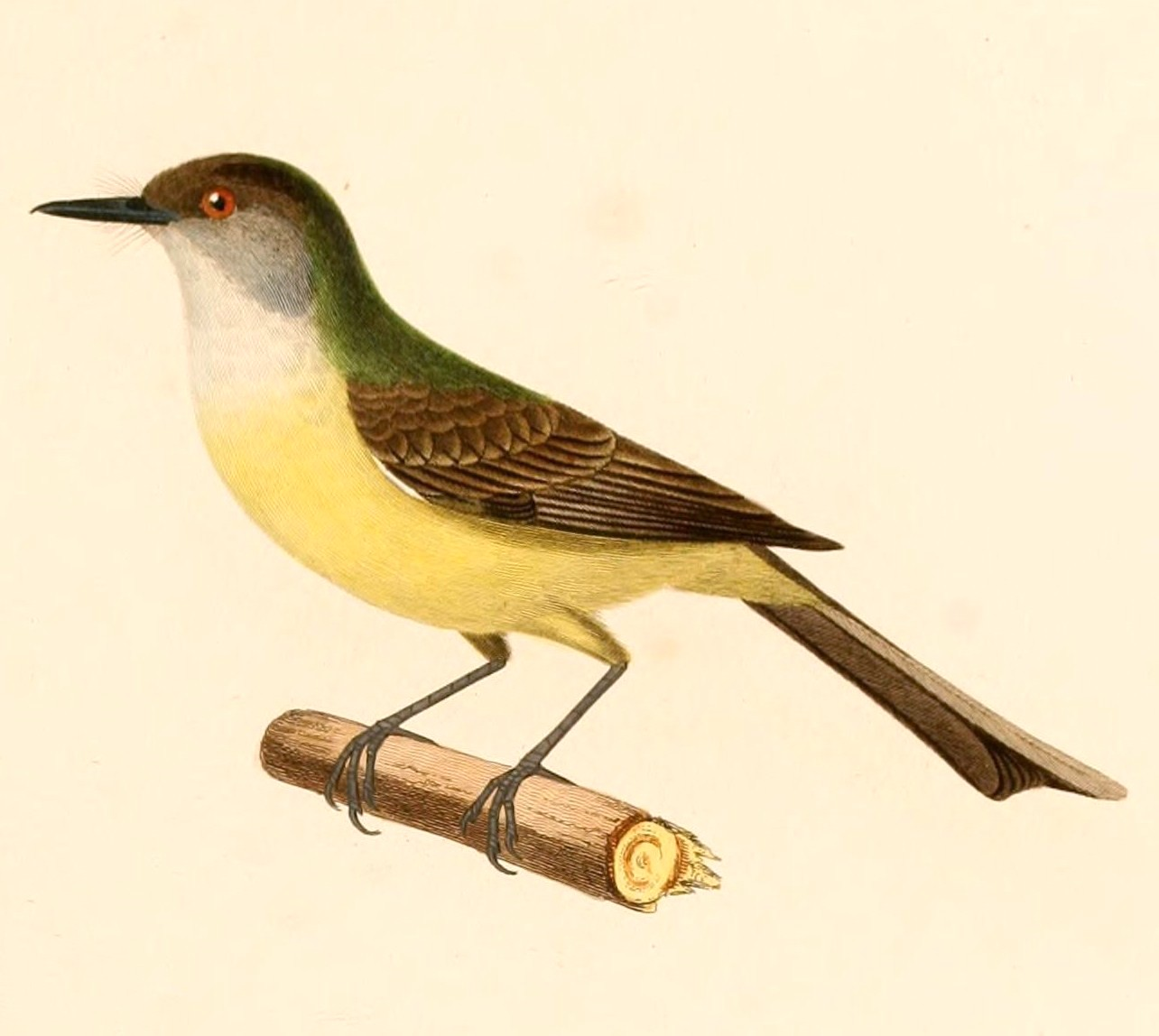
Myiarchus tuberculifer, ilustración en d'Orbigny Voyage dans l'Amérique Méridionale, 1847.

### Descripción original
La especie M. tuberculifer fue descrita por primera vez por los naturalistas franceses Alcide d'Orbigny & Frédéric de Lafresnaye en 1837 bajo el nombre científico Tyrannus tuberculifer; la localidad tipo es: «Guarayos, Santa Cruz, Bolivia».

### Etimología
El nombre genérico masculino «Myiarchus» se compone de las palabras del griego «μυια muia, μυιας muias» que significa ‘mosca’, y «αρχος arkhos» que significa ‘jefe’; y el nombre de la especie «tuberculifer», se compone de las palabras del latín «tuberculum» que significa ‘pequeño bulto’, ‘chichón’ y «fera» que significa ‘que posee’.

### Taxonomía
Casi seguramente, este complejo de subespecies representa más de una especie. Los análisis filogenéticos indican que las poblaciones mexicanas y panameñas examinadas son parientes más próximas de Myiarchus barbirostris que de la mayoría de las poblaciones sudamericanas de la presente especie; las poblaciones de la subespecie nominal de Argentina, tierras bajas de Ecuador y Guyana forman un clado bien definido. El estado taxonómico de la subespecie atriceps es particularmente dudoso: las aves de la extremidad norte del rango (Ecuador) son parientes próximas de las poblaciones mexicanas y panameñas de platyrhynchus y nigricapillus, mientras que las de la extremidad sur (Argentina) son más próximas a la nominal; además, hay diferencias morfológicas menores, pero constantes, en el plumaje y tamaño entre las poblaciones norteñas (Ecuador, Perú, norte de Bolivia) y las sureñas; la diversidad molecular en la parte central del rango en Bolivia precisa de más estudios para entender los patrones de diversidad y evaluar la posible categoría de especie de atriceps.  Adicionalmente, las subespecies intergradan ampliamente y las diferencias de sombreamenteo del dorso están descritas de forma insatisfactoria. Es necesaria una profunda revisión, incluyendo una amplia revaluación de las variaciones de las poblaciones de Centro y Norteamérica. 

### Subespecies
Según las clasificaciones del Congreso Ornitológico Internacional (IOC) y Clements Checklist/eBird v.2019 se reconocen trece subespecies divididas en cuatro grupos, con su correspondiente distribución geográfica:
- Grupo monotípico olivascens:

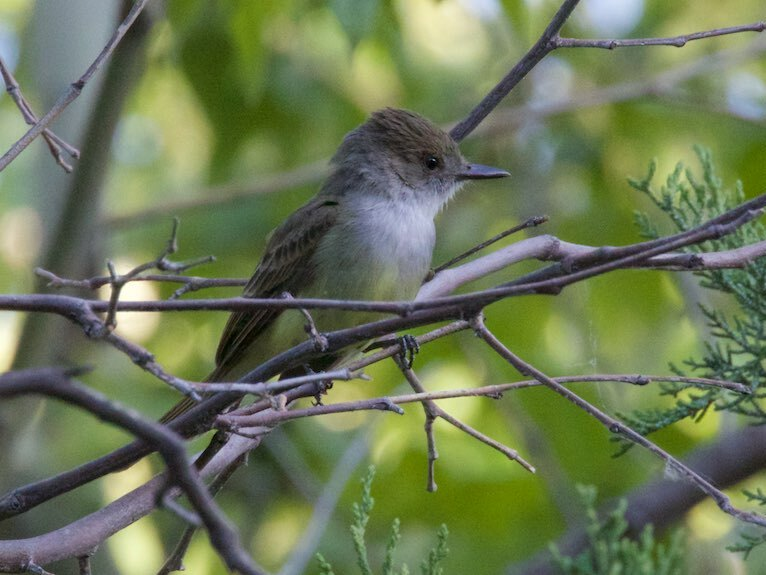
Myiarchus tuberculifer olivascens, Arizona, Estados Unidos.

  - Myiarchus tuberculifer olivascens Ridgway, 1884 – suroeste de Estados Unidos (centro y sureste de Arizona, suroeste de Nuevo México) y noroeste de México (noroeste de Chihuahua al sur en las montañas hasta el este de Sinaloa, oeste de Durango y norte de Nayarit); en los inviernos al oeste y sur de México (sur de Sonora hacia el sur hasta Santa Efigenia, en Oaxaca).

- Grupo politípico lawrencei:

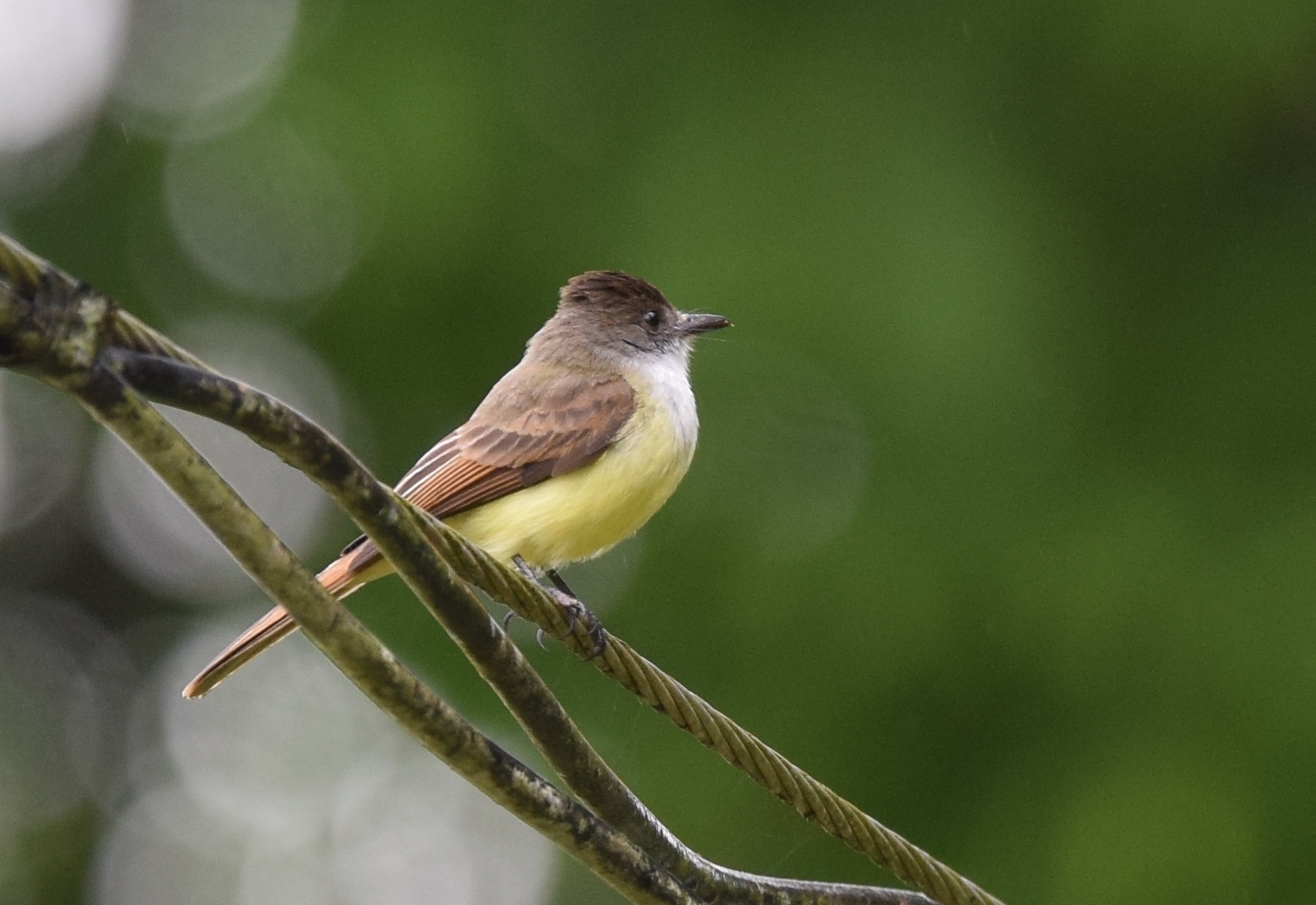
Myiarchus tuberculifer nigricapillus en el Rancho Naturalista, Cartago, Costa Rica.

  - Myiarchus tuberculifer querulus Nelson, 1904 – suroeste de México desde el sur de Sinaloa al sur, incluyendo la isla de Tres Marías, hasta Oaxaca.
  - Myiarchus tuberculifer lawrenceii (Giraud, 1841) – este de México (Nuevo León al sur hasta Tabasco y Chiapas) hacia el sur hasta las tierras altas de Guatemala y El Salvador.
  - Myiarchus tuberculifer manens Parkes, 1982 – este de México (este de Tabasco al este hasta Yucatán y Quintana Roo) y norte de Belice.
  - Myiarchus tuberculifer platyrhynchus Ridgway, 1885 – isla Cozumel.
  - Myiarchus tuberculifer connectens W. Miller & Griscom, 1925 – oeste de Belice y norte de Guatemala hacia el sur hasta el norte y centro de Nicaragua.
  - Myiarchus tuberculifer littoralis J.T. Zimmer, 1953 – costa del Pacífico de Nicaragua y noroeste de Costa Rica.
  - Myiarchus tuberculifer nigricapillus Cabanis, 1861 – extremo sureste de Nicaragua, Costa Rica (excepto extremo noroeste) y oeste de Panamá.
  - Myiarchus tuberculifer brunneiceps Lawrence, 1861 – este de Panamá (hacia el este desde la Zona del Canal) y noroeste y oeste de Colombia (Chocó y Antioquia al sur a través de los valles del Cauca y del Magdalena hasta Valle y Huila).

- Grupo politípico tuberculifer/pallidus:
  - Myiarchus tuberculifer pallidus J.T. Zimmer & Phelps, Sr, 1946 – norte y noreste de Colombia (Córdoba hasta La Guajira y Norte de Santander) y oeste y norte de Venezuela (al norte del río Orinoco).
  - Myiarchus tuberculifer tuberculifer (d’Orbigny & Lafresnaye, 1837) – tierras bajas de la Amazonia (excepto la mayor parte del sureste), también en Trinidad, y en el este de Brasil (Pernambuco y Bahía hasta Río de Janeiro).

- Grupo politípico nigriceps/atriceps:
  - Myiarchus tuberculifer nigriceps P.L. Sclater, 1860 – suroeste de Colombia (alto valle del Cauca) hacia el sur hasta el oeste de Ecuador (al sur hasta Guayas y Chimborazo).
  - Myiarchus tuberculifer atriceps Cabanis, 1883 – desde el sur de Ecuador hacia el sur por los Andes hasta el noroeste de Argentina (al sur hasta Tucumán).